# 沢村保祐
沢村 保祐（さわむら やすすけ、生没年不詳）は、幕末に津藩藤堂家に仕えた忍者。世に最後の隠密活動をした忍者として知られる。通称は甚三郎（じんざぶろう）。諱は保佑とも。

## 来歴
津藩藤堂家の領内の伊賀国内において、藩士とならなかった伊賀者は無足人として居住していた。無足人とは俸禄を受けないという意味だが、実際にはわずかながらの扶持米を支給されていた。身分は士分や郷士より上位とされ、農民とも区別され、苗字帯刀を許され夫役も免除されていた。伊賀付差出帳によると、無足人は、組外衆、母衣組衆、鉄砲組ノ衆、留守居衆、忍びノ衆の5つの組に別れ、忍びノ衆20名のうち、15石12人扶持を得ていた沢村三九郎の8代目が沢村保祐である。沢村家は、狼煙役の家柄で沢村家には火薬に関する伝書が残る。無足人たちは、毎年藩主や上野城代の前で武芸一覧という実地演習を披露するのが慣わしとなっていた。だが嘉永6年（1853年）、本来の任務が8代目の保祐に下ることになる。

## 最後の隠密活動
- 相模国浦賀沖に来航したペリー艦隊に対し、藩主の藤堂高猷から潜入して探索するようと保祐に命が下る。沢村家文書では、保祐は艦に接続、乗組員からパン2個、煙草2葉、蝋燭2本、書類2通を貰い、種々の待遇を受け帰還し高猷に報告、高猷の息子・藤堂高潔から「パンを1個呉れ」という内意を受けて差し上げ、残りは保存した。しかしそのうち、書類以外は珍しいものではなくなり、いつの間にか消滅したという。
- 書類2通は艦備付けの透かし年号入り用箋にオランダ語で以下のように書かれていた。
1・ Engelsch meid in de bed. Fransch meid in de Keuken,Hollandsch meid de huishouding.
2・ Stille water heeft diept ground.
現代語に訳すると、1は「イギリス女はベッドが上手、フランス女は料理が上手、オランダ女は家事が上手」という戯れ言で、2は「音のしない川は水深がある」という諺になる。この書類2通は、沢村保祐が確かに隠密活動をした証拠である。
- ペリー艦隊は翌安政元年（1854年）、日米和親条約締結の為に再度来航するが、この時3月27日にペリーが日本側60余人を艦内に招待して饗宴を催し、船室等も見学させている。アメリカ側の日本遠征記にこのことは記録されているが、沢村家文書には何故かペリー艦隊の2度の来航が2度とも嘉永6年のことと記録されている。保祐が艦内に潜入したことは、アメリカ側の記録にはないが、少なくとも1853年に潜入したか若しくは、ペリーが日本側を招待した際の随行員の1人と目されている。なお、沢村家文書は後年記録されたものである。
- 最後の忍者とも言われる沢村保祐だが、忍者装束で潜入したものではない。[2]

## フィクションにおける沢村保祐
- 大柿ロクロウが週刊少年サンデーに連載していた「シノビノ」において、主人公として沢村甚三郎名で登場している。